# Amficcíon
Amficcíon (en grec antic Ἀμφικτύων), va ser un rei de l'Àtica, el fill segon de Deucalió de Phtia i de Pirra.
Es va casar amb una filla de Crànau, rei d'Atenes, i va expulsar el seu sogre per quedar-se el tron Una altra tradició diu que va expulsar el seu cunyat Colè, que llavors era el rei. Amficcíon va regnar durant deu anys, i va ser deposat per Erictoni. Segons alguns autors, Amficcíon va ser el que va donar el nom a la ciutat d'Atenes, i la consagrà a la deessa Atena. També sota el seu mandat va arribar Dionís a la ciutat.
De vegades se li atribueix la institució de l'Amfictionia, lliga política i religiosa que comprenia l'assemblea dels dotze pobles més importants de Grècia amb seu a Delfos. Sembla que abans de rei d'Atenes va ser rei de les Termòpiles, que era també un dels llocs de reunió de l'assemblea.
Anficcíon va tenir un fill, Itonos, que al seu torn en va tenir d'altres que van tenir un paper en les llegendes beòcies. Una filla seva va ser mare de Cercíon. Un dels seus descendents va ser Locros, epònim dels locris.
Pausànias diu que segons Queril d'Atenes, Triptòlem era un seu net.